# Martinsloch (Hagen)
Das Martinsloch ist eine Höhle in Hagen. Sie weist eine Länge von 702 m auf und ist Teil des Volmehang-Martinsloch-Systems. Der Massenkalk stammt aus dem Devon.